# Sandersellus linnavuorii
Sandersellus linnavuorii är en insektsart som beskrevs av Nielson 1975. Sandersellus linnavuorii ingår i släktet Sandersellus och familjen dvärgstritar. Inga underarter finns listade i Catalogue of Life.